# Бекяри
Бекяр или бекярин е дума от турски произход, означаваща ерген или младеж без собствен дом и семейство, който живее сам.
През XIX век с този турцизъм се познават и означават и българските участници в известното първо въстание в Белградския пашалък с избрания за върховен вожд Караджордже Петрович и председател на Председателстващия сръбски съвет (на славяносръбски език: Правителствующи совѣт сербскій) – Младен Милованович.